# Astana International Exchange
Die Astana International Exchange (AIX) wurde 2017 als Teil des AIFC (Astana International Financial Centre) gegründet. AIX wurde gegründet, um die öffentlichen Aktien- und Fremdkapitalmärkte in Kasachstan und der zentralasiatischen Region zu entwickeln. Wie der name bereits erschließen lässt, sitzt die AIX in der Kasachischen Hauptstadt Astana. Die AIX wird von der Astana Financial Services Authority reguliert, einer unabhängigen Regulierungsbehörde, die innerhalb der AIFC eingerichtet ist.
Die Börse ist Mitglied in der World Federation of Exchanges.

## Eigentumsverhältnisse
Zu den AIX-Aktionären zählen die AIFC, Goldman Sachs GS, die Shanghai Stock Exchange und Chinas Silk Road Fund. Nasdaq NDAQ steht hinter der AIX-Handelsplattform.